# Габриэль фон Байзен
Габриэль фон Байзен (Габриэль Бажынский) (нем. Gabriel von Baysen, пол. Gabriel Bażyński; ? — 15 июня 1474) — прусский дворянин, первый воевода эльблонгский (1454) и второй воевода хелминский (1455—1474). Сторонник включения территории Тевтонского ордена в состав Польского королевства.

## Биография
Габриэль фон Байзен происходил из немецкой семьи, эмигрировавшей из района Любека в Пруссию, где она получила земельные владение под Острудой. Габриэль был одним из сыновей Петра фон Байзена, земского судьи в Домбрувно, владельца, ряда имений, в частности, Эльгново. Его братьями были Иоганн фон Байзен (ок. 1390—1459), первый польский губернатор Королевской Пруссии (1454—1459), и Сцибор фон Байзен (? — 1480), второй губернатор Королевской Пруссии. Около 1450 года братьям фон Байзен принадлежали поместья Бажыны, Осеково, Кадыны, Гонсерово, Любайны, Илово, Перклице, Пагорки, Острогура и Лещ.
С апреля по декабрь 1454 года Габриэль фон Байзен занимал должность первого воеводы эльблонгского. Соорганизатор и один из лидеров Прусского союза, сторонник включения Пруссии в состав Польского королевства. 14 марта 1440 года Габриэль фон Байзен участвовал в подписании документа о создании Прусского союза в Квидзыне. Представлял Прусский союз во время переговоров с папским легатом в Эльблонге 5 января 1452 года. В том же году Габриэль фон Байзен участвовал в составе посольства в Польшу, чтобы узнать позицию польских политиков по вопросу включения Пруссии в состав польской короны. Возвращаясь из Вены, куда он ездил в качестве делегата Прусского союза к императору Священной Римской империи, а 1453 году, он был взят в плен и ранен, вероятно, крестоносцами. В 1454 году Габриэль фон Байзен (Габриэль Бажинский) в составе делегации прусских станов ездил в Польшу на переговоры с королем Казимиром Ягеллончиком. После 1454 года он принимал участие в переговорах с наёмниками, а в 1456 году подавил восстание сторонников ордена в Торуни.
После начала восстания против крестоносцев (1454), Габриэль фон Байзен от имени польского короля Казимира управлял Королевской Пруссией. В Тринадцатилетней войне он не принимал активного участия, но сыграл значительную роль как ловкий дипломат и политик, организатор финансов в Пруссии и верный сторонник польской короны. Продал даже свое имение Стембарк в районе Штума, а деньги одолжил Прусскому союзу. Как сторонник объединения Померании с Польшей Габриэль фон Байзен пользовался большим доверием короля Казимира Ягеллончика, который даровал ему несколько должностей. Кроме исполнения функций воеводы в Эльблонге и Хелмно (1455—1474), он был старостой дзежгоньским, паповским, радзыньским, ковалевским и голубским.